# Luis Segundo Huidobro
Luis Segundo Huidobro y Leygonié (Sevilla, 1829-Sevilla, 1866) fue un escritor, académico y profesor español.

## Biografía
Nacido el 10 de abril de 1829 en Sevilla, fue discípulo de Alberto Lista. A los veintiséis años era ya catedrático de la Universidad de Sevilla y poco más tarde ingresó en la Real Academia de Buenas Letras. Falleció prematuramente el 22 de septiembre de 1866, en Sevilla.
Cuatro años después de su muerte, en 1870, la Real Academia Sevillana de Buenas Letras, a iniciativa de Fernando de Gabriel y Ruiz de Apodaca, publicó un volumen titulado Obras escogidas de don Luis Segundo Huidobro, que contenía unas «Poesías», un estudio «De las Bellas Letras en sus relaciones con la civilización» y una «Introducción general al estudio de la historia», además de varios trabajos críticos, discursos y una «Miscelánea».